# Дельбос, Ивон
Пьер Станисла́с Иво́н Дельбо́с (фр. Pierre Stanislas Yvon Delbos; 7 мая 1885, Тонак, департамент Дордонь — 15 ноября 1956, Париж) — французский журналист и политик, министр иностранных дел (1936—1938).

## Биография
Единственный сын школьных учителей Пьера Дельбоса (1856—1937) и Евгении Борд (1862—1934). Учился в лицее Перигё с 1896 по 1903 год, а с 1907 по 1911 год — в Высшей нормальной школе, где получил степень агреже в классической литературе. В студенческие годы примкнул к студенческой социалистической группе, а позднее — к радикалам, работал главным редактором газеты «Le Radical». С сентября 1914 года с началом Первой мировой войны воевал в пехоте, позднее стал лётчиком, но в октябре 1917 года был сбит. После войны вернулся в журналистику и политику — в 1919 году избран в Палату депутатов, а с 1921 года сотрудничал в газетах «L’Ère nouvelle» и «La Dépêche de Toulouse». В 1922 году избран в окружной совет Карлю в департаменте Дордонь. Став одним из ближайших соратников Эдуара Эррио, в 1923 году избран одним из заместителей председателя Радикальной партии.
С 11 октября по 28 ноября 1925 года — министр общественного и художественного образования во втором и третьем правительствах Пенлеве.
4 июня 1936 года после победы на всеобщих парламентских выборах Народного фронта получил портфель министра иностранных дел в первом правительстве Блюма.
22 июня 1937 года сохранил должность при формировании третьего правительства Шотана, а с 18 января по 10 марта 1938 года оставался министром иностранных дел в его четвёртом правительстве.
Министр национального образования с 13 сентября 1939 по 21 марта 1940 года в пятом правительстве Даладье, а также с 5 по 16 июня 1940 года — в правительстве Рейно.
Отказавшись признавать капитуляцию Франции, бежал с группой своих единомышленников-депутатов на судне «Massilia» в Алжир и не участвовал в голосовании парламента о передаче властных полномочий маршалу Петену.
По окончании Второй мировой войны входил в ранге государственного министра в первое и второе правительства Рамадье с 22 января по 19 ноября 1947 года.
Вновь министр национального образования с 26 июля по 5 сентября 1948 года в правительстве Андре Мари, а также с 11 сентября 1948 по 2 июля 1950 года — в первом правительстве Кёя, втором и третьем правительствах Жоржа Бидо.
19 июня 1955 года избран в Сенат и сохранял мандат до своей кончины 15 ноября 1956 года.